# Winslow West
Winslow West es un lugar designado por el censo ubicado en los condados de Coconino y Navajo en el estado estadounidense de Arizona. En el Censo de 2010 tenía una población de 438 habitantes y una densidad poblacional de 9,47 personas por km².

## Geografía
Winslow West se encuentra ubicado en las coordenadas 34°59′27″N 110°42′29″O / 34.99083, -110.70806. Según la Oficina del Censo de los Estados Unidos, Winslow West tiene una superficie total de 46.26 km², de la cual 46.25 km² corresponden a tierra firme y (0.02%) 0.01 km² es agua.

## Demografía
Según el censo de 2010, había 438 personas residiendo en Winslow West. La densidad de población era de 9,47 hab./km². De los 438 habitantes, Winslow West estaba compuesto por el 43.15% blancos, el 1.14% eran afroamericanos, el 43.84% eran amerindios, el 0% eran asiáticos, el 0% eran isleños del Pacífico, el 4.34% eran de otras razas y el 7.53% pertenecían a dos o más razas. Del total de la población el 17.35% eran hispanos o latinos de cualquier raza.